# Étienne Bimbenet
Étienne Bimbenet né en 1967 à Paris, est un philosophe français, spécialiste de phénoménologie contemporaine.

## Biographie
Ancien élève de l’École normale supérieure (Paris), Étienne Bimbenet est professeur de philosophie contemporaine à l’Université Paris 1 Panthéon-Sorbonne depuis 2024.
Dans le fil de ses travaux sur Merleau-Ponty, il propose une anthropologie phénoménologique centrée sur notre origine animale, et sur la spécificité des comportements humains. En dialogue avec la psychologie de l'enfant ou la primatologie, il défend le principe d’un « naturalisme de la seconde nature » (J. McDowell).
Il co-dirige avec Bruce Bégout la collection « Matière étrangère », aux éditions Vrin.

## Prix
- En 2012, il reçoit le prix Dagnan-Bouveret (Académie des sciences morales et politiques) pour L’Animal que je ne suis plus (Gallimard, 2011)[1].
- En 2018, il reçoit le prix des Rencontres philosophiques de Monaco pour Le Complexe des trois singes. Essai sur l’animalité humaine (Le Seuil, 2017)[2],[3].

## Principales publications
- Le Complexe des trois singes. Essai sur l’animalité humaine, Paris, Éditions du Seuil, coll. « L’Ordre philosophique », octobre 2017[4],[5],[6],[7],[8].
- L’Invention du réalisme, Paris, Éditions du Cerf, coll. « Passages », 2015[9].
- L’Animal que je ne suis plus, Paris, Éditions Gallimard, coll. « Folio Essais inédit », 2011.
- Après Merleau-Ponty. Études sur la fécondité d’une pensée, Paris, Vrin, coll. « Problèmes et Controverses », 2011.
- Nature et Humanité. Le problème anthropologique dans l’œuvre de Merleau-Ponty, Paris, J. Vrin, coll. « Histoire de la philosophie », 2004.
- L’Ordre humain. Commentaire de La Structure du comportement III, 3, Paris, Éditions Ellipses, 2000.